# Động Pusamcap
Động Pusamcap là một quần thể hang động dạng karst ở xã Sùng Phài, thành phố Lai Châu, tỉnh Lai Châu, Việt Nam.
Tháng 11/2011, khu danh lam thắng cảnh này được Bộ Văn hóa, Thể thao và Du lịch xếp hạng là di tích cấp quốc gia.

## Vị trí
Động này nằm trên Tỉnh lộ 129 nối thành phố Lai Châu với huyện Sìn Hồ, cách trung tâm thành phố Lai Châu khoảng 5 km.

## Đặc điểm
Quần thể hang động này bao gồm 3 hang động lớn là: Thiên Môn, Thiên Đường và Thủy Tinh. Quần thể hang động này nằm trong dãy đá vôi nằm bên đường lên cao nguyên Sìn Hồ, dạng địa hình karst tạo nên hệ thống hang động trong lòng núi với nhiều nhũ đá kỳ ảo. Vùng núi đá này có tên Pu Sam Cáp, theo tiếng địa phương nghĩa là ba quả núi lớn chồng lên nhau. Quần thể hang động này có các nhũ đá và măng đá kỳ ảo, sánh ngang với các hang động ở vịnh Hạ Long và Phong Nha-Kẻ Bàng. Do đó, từ khi được phát hiện ra (tháng 7 năm 2006) quần thể hang động này đã có hàng triệu lượt du khách tìm đến thưởng ngoạn.